# Tzortzoglou Jorgosz
Georgios Tzortzoglou (Yorgos)[forrás?] (Miskolc, 1952. február 23. –) görög nemzetiségű magyar festő, szobrász, zenész.
1976-ban Szabó András hegedűssel közösen létrehozta a Gépfolklór nevű együttest. 1986 és 1997 között a Barbaro énekese volt. 1994-ben költözött Szentendrére. A Balkán Fanatik egyik alapító tagja.
Napjainkban Szentendrén él.

„Yorgos. Bár görög, a sors mégis úgy hozta, hogy Magyarországon szülessen meg. Felnőtt fejjel pedig Szentendrét választotta lakhelyéül, mert ide vonzotta a város balkáni kultúrája.”

– Deim Pál

## Együttesek
- 1976–1978: Gépfolklór
- 1978–1986: Rolls Frakció
- 1986–2004: Barbaro
- 1994–1997: Zsarátnok
- 2004–: Balkán Fanatik